# Liliana Marin
Liliana Marin (Chișinău, ...) è un soprano moldava.

## Biografia
Liliana Marin è un noto soprano lirico della Repubblica di Moldova, conosciuta ed apprezzata per la sua coloratura vocale e per le sue agilità.
Vincitrice a Tallin in Estonia del XIV Concorso lirico internazionale "Isabella Jurjeva". importante rassegna lirica della "Vecchia Romanza Russa", è soprano solista al Teatro Nazionale dell'Opera e Balletto di Chișinău. Vanta collaborazioni con vari teatri internazionali in Russia, Austria, Germania, Italia, Romania, Lettonia e Israele.

Tra le varie collaborazioni, spiccano quelle con il Tenore Italiano Federico Lepre, Mira Zakai (Israele), Biserka Cvejik (Serbia-Austria), Toma Popescu (Austria).

Altre Collaborazioni e molteplici progetti sono in essere nella capitale Chișinău presso "la sala nazionale di organo" nonché  presso la Filarmonica Nazionale "S. Lunchevici", e la radio e la tv di Stato moldava, oltre appunto con numerosi Teatri Nazionali in tutta l'Est Europa.
A tutt'oggi il soprano Liliana Marin si esibisce in qualità di solista dell'opera presso il teatro dell'opera e balletto "Maria Biesu" di Chișinău.